# Chaumont FC
Câu lạc bộ bóng đá Chaumont là một câu lạc bộ bóng đá Pháp thành lập năm 1957. Câu lạc bộ có trụ sở tại Chaumont, Haute-Marne và sân vận động của họ là Stade Georges Dodin trong thị trấn, nơi có sức chứa 5.000 khán giả. Đội bóng thi đấu chuyên nghiệp tại mùa giải 1966-1969 và 1970-1991. Đội hiện đang được dẫn dắt bởi cựu hậu vệ AJ Auxerre và Olympique de Marseille, Stéphane Mazzolini.

## Danh hiệu

### Trong nước
| Danh sách giải thưởng |
| --- |
| - Coupe de Pháp - Vòng 1/32: 1964, 1965, 1966, 1969, 1974, 1975, 1978, 1979, 1980, 1983, 1988, 1991 - Vòng 1/16: 1968, 1972, 1973, 1976, 1982, 1990 - Vòng 1/8: 1967, 1986 - Ligue 2 - Á quân nhóm A: 1971 - Vô địch quốc gia - Vô địch nhóm Est: 1985, 1989 - Division 3 (1971-1993) - Á quân: 1989 - Championnat de Division d'honneur de Champagne-Ardenne - Vô địch: 1961, 1973, 1996, 2011 - Á quân: 2008 - Division d'Honneur khu vực Champagne-Ardenne - Vô địch nhóm B: 2004 - Coupe de Champagne-Ardenne - Vô địch: 1977, 1978 |

## Huấn luyện viên

### Lịch sử huấn luyện viên
| STT  | Tên                                           | ngày                    |
| ---- | --------------------------------------------- | ----------------------- |
| 1    | liên_kết= Pierre Flion                        | 01/07/1962 - 30/06/1968 |
| 2    | liên_kết= Paul Lévin                          | 01/07/1968 - 01/07/1969 |
| 3    | liên_kết= Ludovic Maczka                      | 01/07/1970 - 01/07/1974 |
| 4    | liên_kết= Guy Nungesser                       | 01/07/1971 - 01/07/1974 |
| 5    | liên_kết= Daniel Druda                        | 01/07/1974 - 01/07/1975 |
| 6    | liên_kết= Daniel Fromholtz                    | 01/07/1975 - 01/12/1982 |
| 7    | liên_kết= Pierre Flion                        | 01/12/1982 - 30/06/1986 |
| số 8 | liên_kết= Moussa Bezaz                        | 01/07/1987 - 01/07/1991 |
| 9    | liên_kết= Guy Nungesser                       | 01/07/1991 - 30/10/1991 |
| 10   | liên_kết= Bernard Chaffaut                    | 01/07/1990 - 01/07/1998 |
| 11   | liên_kết= Bernard Chaffaut & Daniel Fromholtz | 01/07/1998 - 01/07/2002 |
| 12   | liên_kết= Stéphane Mazzolini                  | 01/07/2002 - 16/06/2014 |
| 13   | liên_kết= David liên tục                      | 16/06/2014 - 01/07/2018 |
| 14   | liên_kết= Joël Matagne                        | 01/07/2018 -...         |

## Cầu thủ đáng chú ý
| - liên_kết= François Heutte - liên_kết= René Charrier - liên_kết= Olivier - liên_kết= Moussa Bezaz - liên_kết= Stéphane Mazzolini - liên_kết= Jean-Paul Chenevotot - liên_kết= François Czekaj - liên_kết= Jean-Claude Blanchard - liên_kết= Jean Davanne - liên_kết= Daniel Druda - liên_kết= Rosario Giannetta - liên_kết= Souleymane Camara - liên_kết= Fantamady Keita |